# Royal Caribbean International
A Royal Caribbean International (RCI) anteriormente conhecida como Royal Caribbean Cruise Line (RCCL), é uma empresa de cruzeiros de origem norueguesa com sede em Miami que faz parte do grupo Royal Caribbean Group. É uma das maiores empresa de cruzeiros, com uma frota de 26 navios. Seus navios estão entre os maiores do mundo.
Todos os navios da Royal Caribbean International são batizados com a terminação "of the Seas", prática estabelecida desde 1991.

## Classes

### Classe Icon
É a classe futura da empresa prevista para inaugurar seu primeiro navio, Icon of the Seas, em fevereiro de 2024.
Constituída por:
- Icon of the Seas.

### Classe Quantum
É a mais nova classe de navios da empresa até 2024. É constituída por 5 navios, são navios inovadores.
- Quantum of the Seas
- Anthem of the Seas
- Ovation of the Seas
- Spectrum of the Seas
- Odyssey of the Seas

### Classe Oasis
É a segunda mais nova classe de navios da empresa. É constituída por ter navios estupendamente grandes em comparação com os da própria Classe Freedom, atualmente a terceira maior. O Primeiro navio da classe, que se chama Oasis of the Seas, foi entregue em 2009 o segundo, Allure of the Seas foi entregue em 2010, o terceiro, Harmony of the Seas, entregue em 2016 o quarto, o Symphony of the Seas, e o último e atual maior navio de passageiros do mundo, o Wonder of the Seas, entregue em 2022.
- Oasis of the Seas
- Allure of the Seas
- Harmony of the Seas
- Symphony of the Seas
- Wonder of the Seas

### Classe Freedom

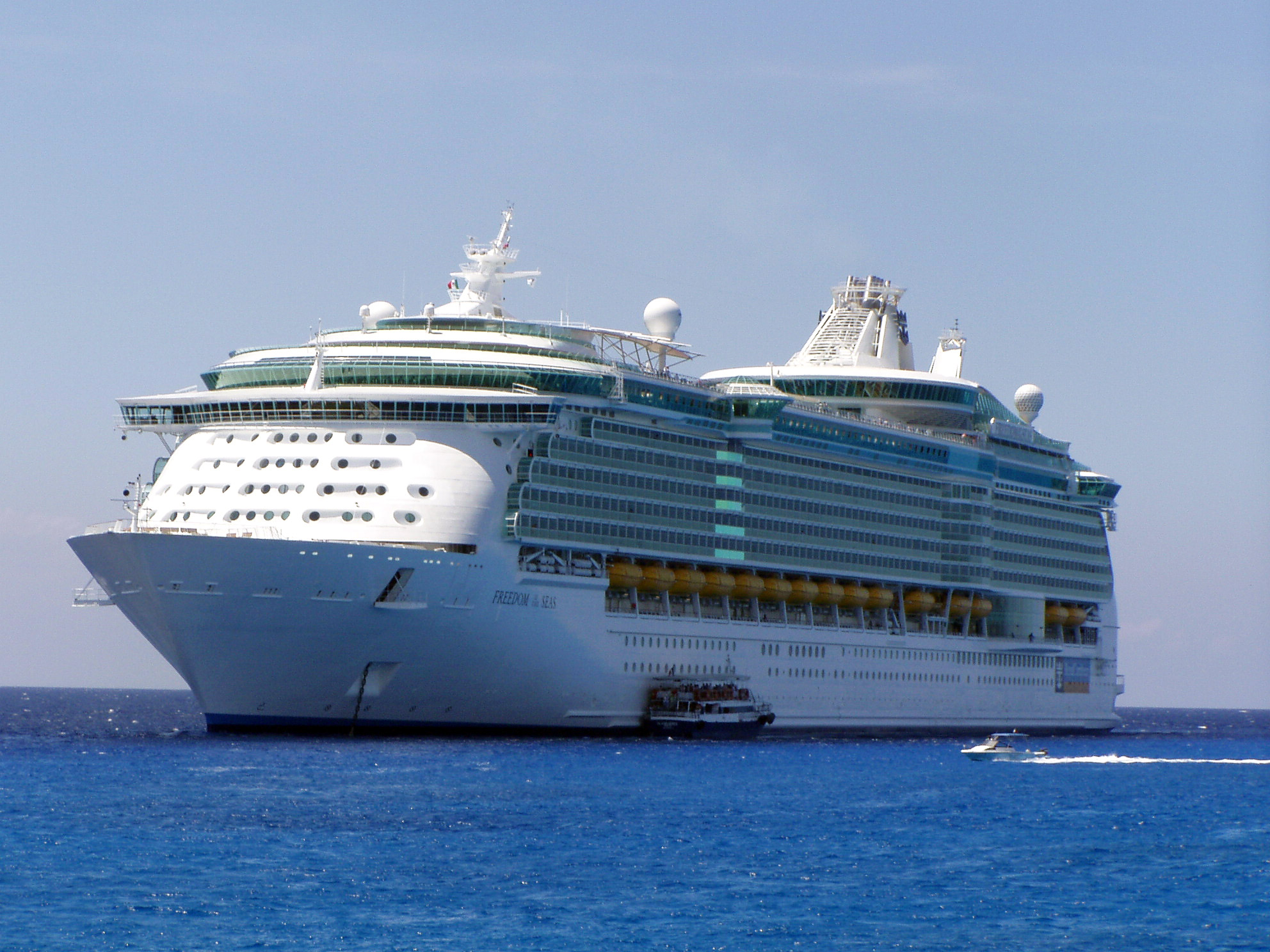
Freedom of the Seas da Freedom Class.

Composta por 3 navios irmãos:
- Freedom of the Seas
- Liberty of the Seas
- Independence of the Seas

### Classe Voyager

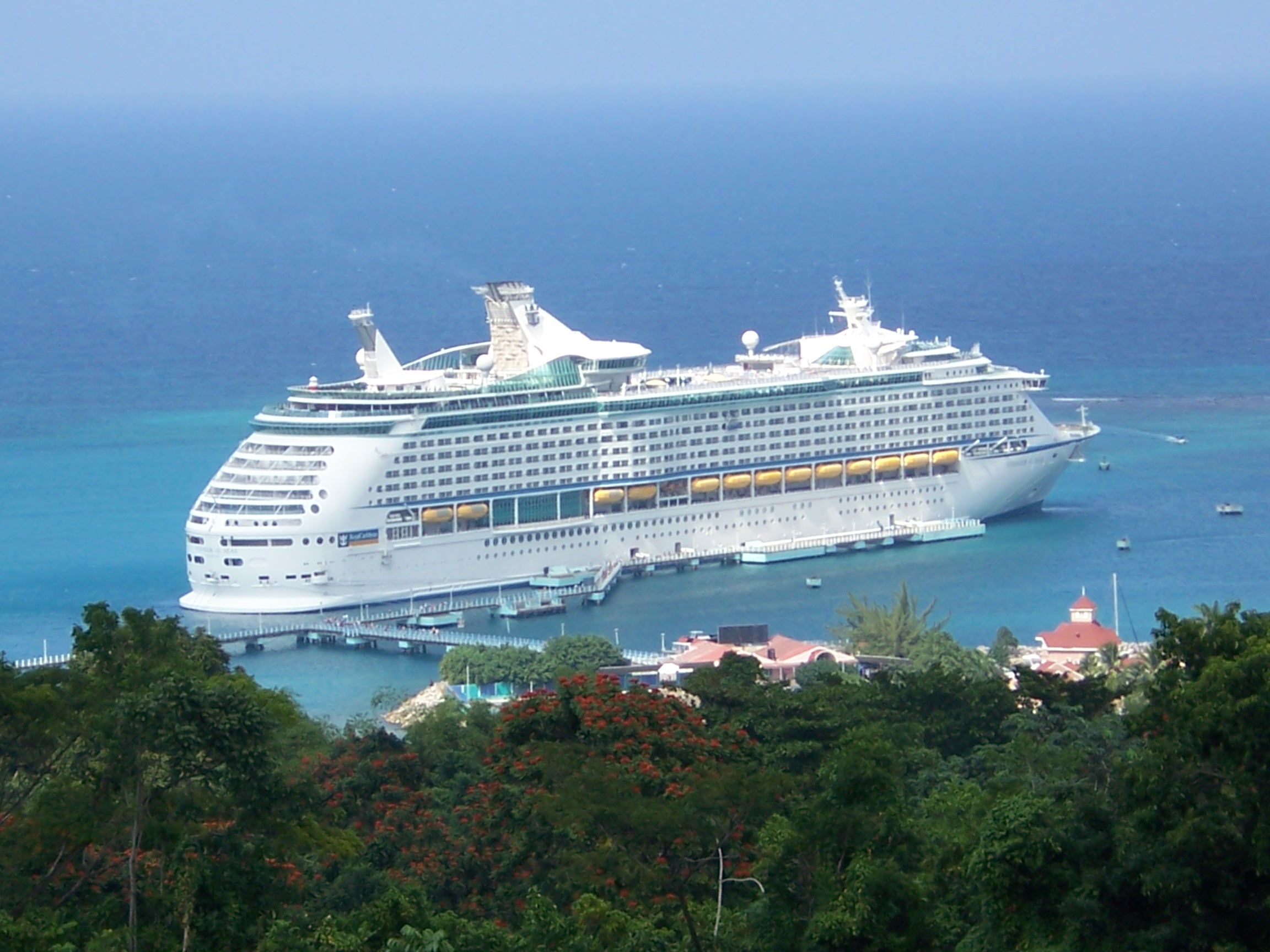
Voyager of the Seas da Voyager Class.

Eram os maiores do mundo atrás da Classe Freedom e do Queen Mary 2 da Cunard, e agora atrás dos novos lançamentos. Os navios foram construídos na Kvaerner Masa-Yard’s agora Aker Finnyards em Turku. Esses navios incluem lojas, cafés, galerias de arte e palco artístico. As opções de lazer incluem quadras de basquete, patinação no gelo, pelo menos 3 piscinas e paredes de escalada.
- Adventure of the Seas
- Explorer of the Seas
- Mariner of the Seas[2]
- Navigator of the Seas[3]
- Voyager of the Seas

### Classe Radiance

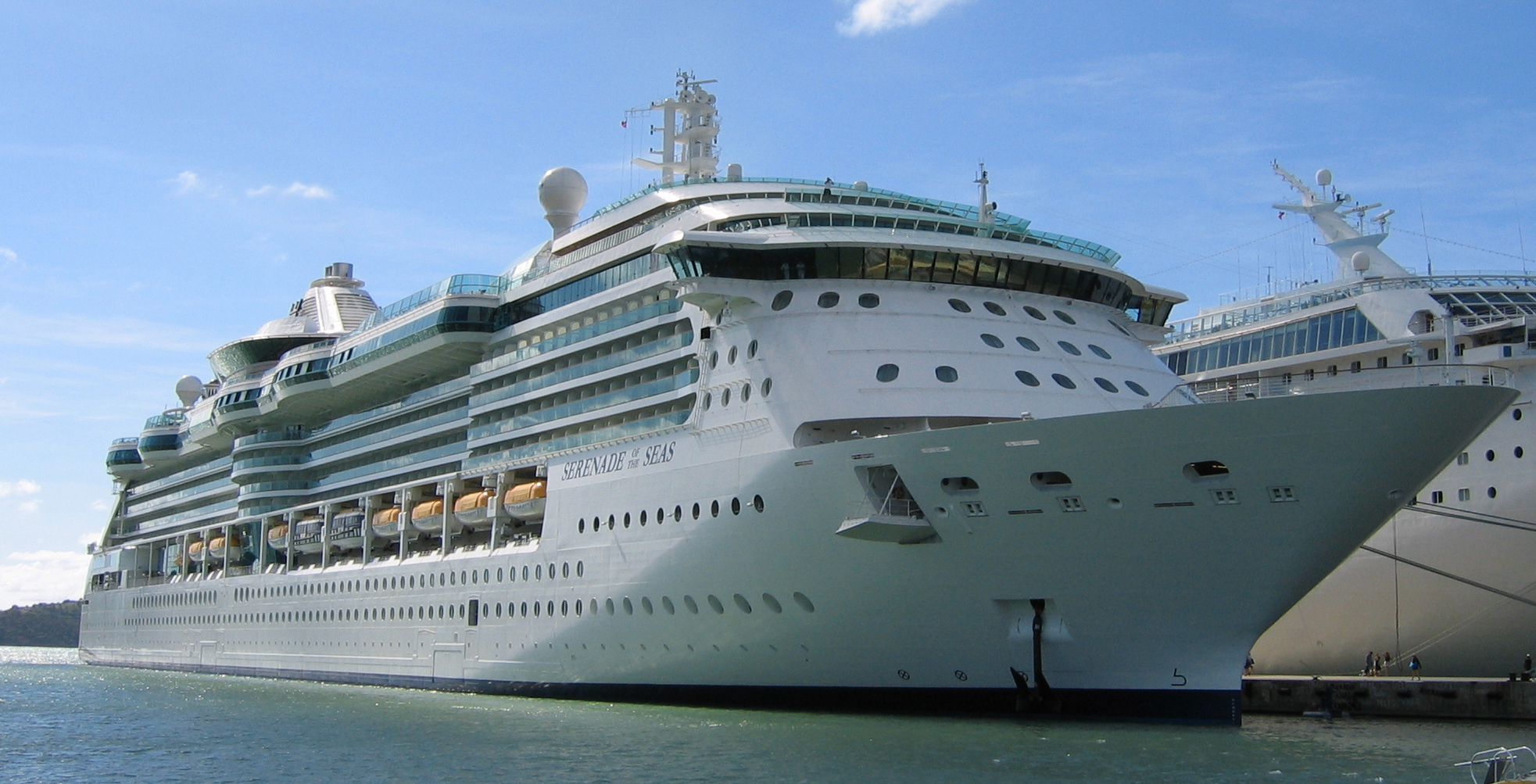
Serenade Of The Seas da Radiance Class

Os navios da Classe Radiance têm todas as características de RCI. Todos os navios têm os motores de turbina a gás antipoluente. Os navios da classe Radiance têm elevadores exteriores de visão panorâmica, salas de jantar totalmente em vidro, restaurantes alternativos, um telhado de vidro retrátil sobre uma piscina, um piscina ao ar livre. Os navios da classe Radiance foram construídos em Meyer Werft, Papenburg, Alemanha.
- Brilliance of the Seas
- Jewel of the Seas
- Radiance of the Seas
- Serenade of the Seas

### Classe Vision
Tecnicamente falando a classe Vision consiste em 3 pares de navios-irmãos e não uma classe de navios idênticos, como os da Classe Radiance, da Freedom, ou da Voyager.O Legend e o Splendour, construídos em Chantiers de l'Atlantique, Saint-Nazaire, França têm um peso total de aproximadamente 70 000 toneladas e são os únicos navios que têm um campo de golf. O Grandeur e o Enchantment foram construídos em Masa-Jardas de Kvaerner, Helsínquia, Finlândia e pesam  aproximadamente 81 000 toneladas brutas. O par, Rhapsody e Vision of the Seas foram construídos também em Chantiers de l'Atlantique, e têm um peso de 83 000 toneladas brutas. Em 2004, uma área do Enchantment of the Seas foi aumentada, permitindo a adição de uma piscina, restaurantes de especialidades, além de mais banheiros, expandindo a área para o conforto dos passageiros. Em 2015, o Splendour of the Seas tornou-se o primeiro navio da classe Vision a ser vendido, após a Royal Caribbean acordar com o grupo TUI a venda da embarcação, que irá operar a partir de 2016 no mercado inglês sob a marca da Island Cruises.
- Enchantment of the Seas
- Grandeur of the Seas
- Rhapsody of the Seas
- Vision of the Seas

### Classe Sovereign

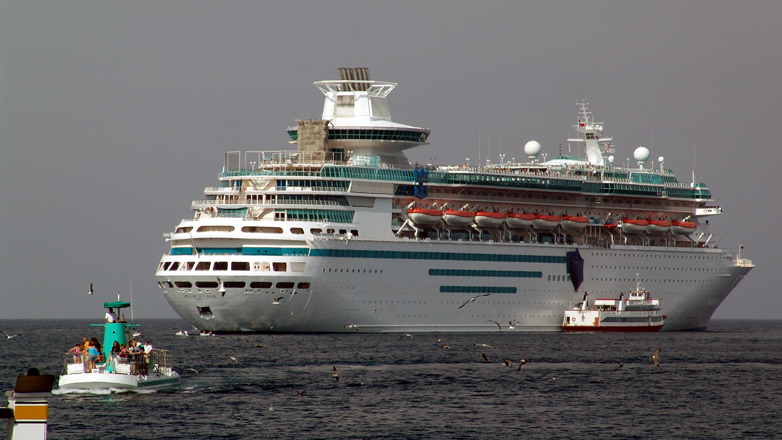
Monarch of the seas da Sovereign Class.

Estes eram os primeiros “mega-navios” na indústria, construídos nos estaleiros de Chantiers de l'Atlantique em Saint-Nazaire, França. Como todos os outros navios maiores da Caribbean, os navios da Classe Sovereign têm piscinas, teatros grandes e outros. Em 2004, o Monarch of the Seas entrou no estaleiro para reformas extensivas, seguido pelo Sovereign em 2005, e no Majesty of the Seas em 2007. As características novas incluem áreas públicas, restaurante Johnny Rockets, adição de paredes de escalada, novas piscinas, e mais espaço para o conforto dos passageiros.
- Majesty of the Seas
- Empress of the Seas

### Outros navios que pertenceram a Royal Caribbean
- Song of Norway
- Nordic Prince
- Sun Viking
- Song of America
- Viking Serenade
- Sovereign of the Seas
- Monarch of the seas
- Splendour of the Seas
- Legend of the Seas